# Souls (Magnus Lindgren-album)
Souls från 2013 är ett musikalbum med Magnus Lindgren. På skivan medverkar flera gästsolister, bland andra Marie Fredriksson, Rigmor Gustafsson och Anna Christoffersson.

## Låtlista
Alla låtar är skrivna av Brian Jobson och Magnus Lindgren om inget annat anges.
1. Souls – 3:08
2. Change All the Time (Brian Jobson/Dan Sermand/Magnus Lindgren) – 3:42
3. Creepin (Stevie Wonder) – 4:29
4. Rainy Day – 3:42
5. Dreaming in New York – 4:26
6. Barcelona (Magnus Lindgren) – 4:00
7. Small Stuff – 4:15
8. Broken Heart – 3:07
9. On a Sunday (Magnus Lindgren/Marie Fredriksson/Mikael Bolyos) – 4:16
10. She Walks This Earth (Brenda Russell/Chico Cesar/Ivan Lins/Victor Martins) – 4:45
11. Wrapped Around Your Finger (Sting) – 4:56

## Medverkande
- Magnus Lindgren – tenorsax, flöjt, altflöjt, klarinett, basklarinett, elpiano, orgel, sång
- Leonardo Amuedo – gitarr
- Ira Coleman – bas
- Rhani Krija – slagverk
- Marie Fredriksson – sång (spår 9)
- Mark Reilly – sång (spår 4)
- Ivan Lins – sång (spår 10)
- Gregory Porter – sång (spår 1, 7, 8)
- Rigmor Gustafsson – sång (spår 5)
- Anna Christoffersson – sång (spår 1, 2, 4, 7, 8)

## Mottagande
Skivan fick ett blandat mottagande när den kom ut med ett genomsnitt på 3,2/5 baserat på fyra recensioner.